# Brabancja Walońska
Brabancja Walońska (fr. Province Brabant wallon, nld. Provincie Waals-Brabant, niem. Provinz Wallonisch-Brabant, wa. Braibant walon) – prowincja w środkowej Belgii, w Regionie Walońskim, ze stolicą w Wavre.
Graniczy z prowincjami: Namur, Brabancja Flamandzka, Hainaut i Liège. Jest to najmniejsza z belgijskich prowincji – zajmuje powierzchnię 1093 km², a zamieszkiwana jest przez 409 782 osób (1 stycznia 2022).
Brabancja Walońska powstała w 1995 roku, w wyniku podziału dawnej Brabancji na trzy części: Brabancję flamandzką, Brabancję Walońską i nienależący do żadnej z prowincji Region Stołeczny Brukseli.

## Podział administracyjny
Prowincja podzielona jest na jeden okręg (nl. i fr. Arrondissement, niem. Bezirk), w skład którego wchodzi 27 gmin (nld. Gemeente, fr. commune, niem. Gemeinde): 
| Lp. | Nazwa okręgu      | Powierzchnia km² | Ludność (1 stycznia 2022) | Liczba gmin |
| --- | ----------------- | ---------------- | ------------------------- | ----------- |
| 1.  | Nivelles (Nijvel) | 1093             | 409 782                   | 27          |